# Deutscher Computerspielpreis

Logo des Deutschen Computerspielpreises

Der Deutsche Computerspielpreis (DCP) ist eine Auszeichnung für Computerspiele aus Deutschland.
Der Preis wurde erstmals am 31. März 2009 verliehen. Die Preisverleihung findet im jährlichen Wechsel in München und Berlin statt. Der vom Branchenverband game – Verband der deutschen Games-Branche gemeinsam mit dem Bundesministerium für Verkehr und digitale Infrastruktur (BMVI) getragene Preis war 2019 mit insgesamt 590.000 Euro dotiert und stellt damit die höchstdotierte Auszeichnung für digitale Spiele in Deutschland dar. Prämiert werden innovative, „kulturell und pädagogisch wertvolle“ Spiele, die mindestens zu 80 % in Deutschland entwickelt oder hergestellt wurden.
Für das Jahr 2015 wurde der Deutsche Computerspielpreis umfassend neu aufgestellt. Im Januar 2015 unterzeichneten die Ausrichter des DCP einen mehrjährigen Fördervertrag. Neben den neuen Kategorien wurden darin die Kriterien für die Vergabe grunderneuert. So umfasst der DCP jetzt insgesamt 14 Kategorien, worunter sich drei internationale Kategorien und erstmals auch ein Publikumspreis befinden. Betont wird im neuen Konzept darüber hinaus auch, dass der Spielspaß eine entscheidende Rolle bei Spielen einnimmt und daher auch ein Prämierungskriterium darstellt. Beschlossen wurde ebenfalls die Haupt- und die Fachjurys zum 27. Februar 2015 neu zu berufen und die Mittel für den DCP von 250.000 Euro im Jahr 2014 auf 450.000 Euro im Jahr 2017 anzuheben.

## Auslobung

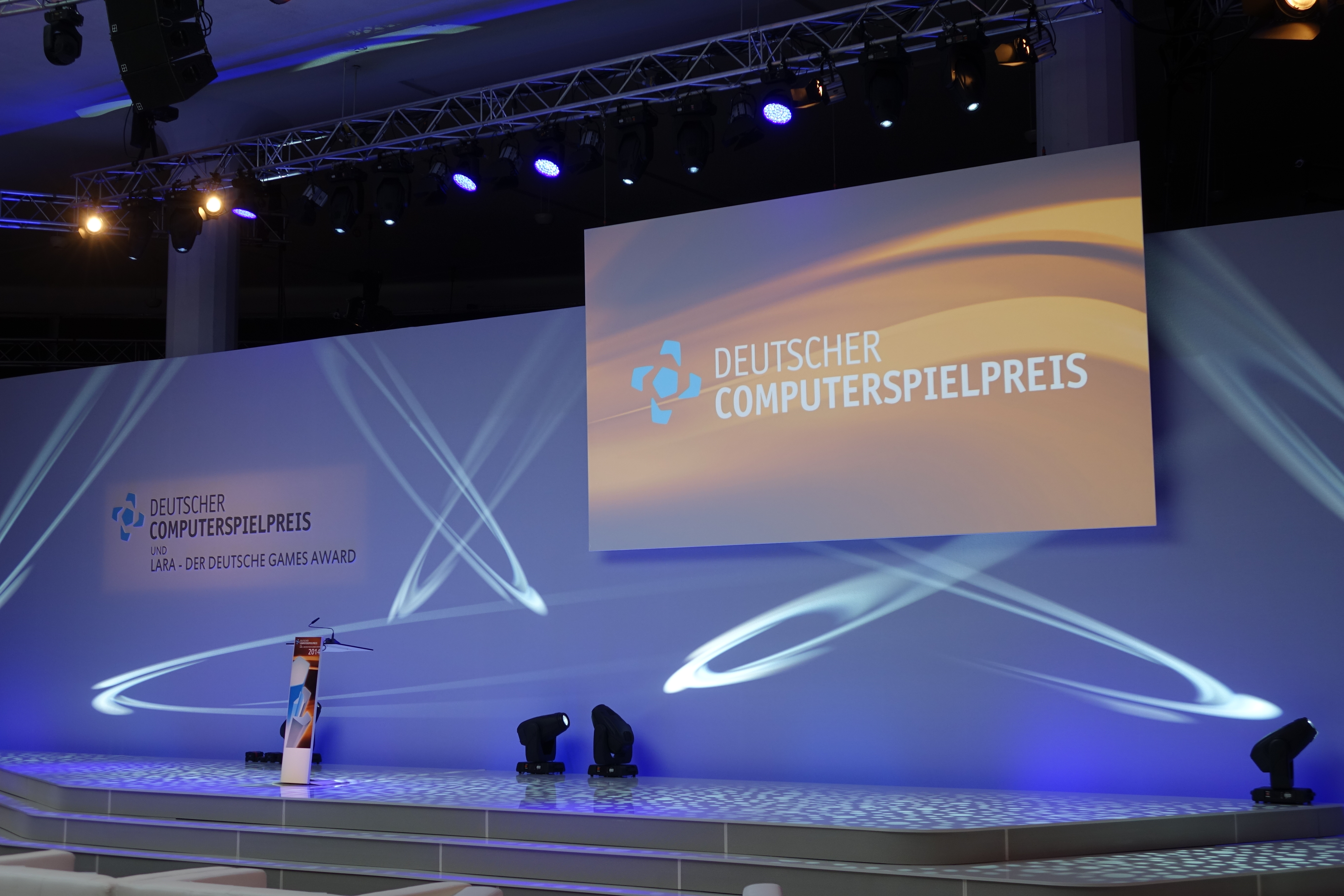
Deutscher Computerspielpreis 2014 im Postpalast München

Der Deutsche Computerspielpreis wird gemeinsam von Politik und Wirtschaft ausgelobt und ist von der Bundesregierung auf Initiative des Bundestags zusammen mit den Branchenverbänden BIU e. V. und G.A.M.E. e. V. geschaffen worden. Die Grundlage des Preises bilden der Bericht des BKM an den Deutschen Bundestag vom 24. Oktober 2007 (s. BT-Drs. 16/7081) und der Beschluss des Deutschen Bundestages vom 21. Februar 2008 auf Antrag der Fraktionen der CDU/CSU und der SPD gemäß BT-Drs. 16/7116. Hintergrund war der Bedeutungszuwachs von Computerspielen in der Gesellschaft unabhängig von Alter, Geschlecht und sozialer Herkunft, der zunehmende Einsatz von digitalen Spielen und Computerspielsoftware in Branchen wie der Hightech-Industrie oder der Medizintechnik und damit auch die wachsende Bedeutung von Computerspielen als Wirtschaftsfaktor in Deutschland. Auch sollte der wachsenden Akzeptanz von Computerspielen als Kunst und Kulturgut mit der Einführung des Preises Rechnung getragen werden. Bis 2014 wurde der Preis von BIU und G.A.M.E. gemeinsam mit dem Beauftragten der Bundesregierung für Kultur und Medien verliehen. Im März 2014 wurde die Verantwortlichkeit für den Deutschen Computerspielpreis seitens der Bundesregierung aus dem Bereich des BKM gelöst und dem Bundesministerium für Verkehr und digitale Infrastruktur übertragen.
Ziel des Deutschen Computerspielpreises ist die Förderung des Wirtschaftsstandorts Deutschland im Bereich der Entwicklung digitaler Spiele und interaktiver Unterhaltungssoftware. Insbesondere wird Wert auf innovative, kulturell und pädagogisch wertvolle Spiele (-konzepte) gelegt, um einen Anreiz für die Entwicklung hochwertiger, ansprechender Computerspiele in Deutschland zu bieten und damit die Vielfalt solcher Spiele in Deutschland zu steigern. Eingereicht werden können alle Computerspiele einschließlich anderer interaktiver Unterhaltungssoftware wie Video-, Konsolen-, Browser- und mobile Spiele, die überwiegend, d. h. mindestens zu 80 %, oder ausschließlich in Deutschland entwickelt bzw. hergestellt wurden. In den internationalen Kategorien sowie beim Publikumspreis können darüber hinaus auch internationale Spiele ausgezeichnet werden, die in wenigstens fünf Ländern erschienen sind. Die Veröffentlichung der eingereichten Spiele muss im vergangenen Kalenderjahr erfolgt sein oder im Vergabejahr des DCP bis zum 30. Juni erfolgen. Außerdem ist ein Nachwuchspreis für Schüler oder Studenten deutscher Schulen und Hochschulen ausgelobt. Das Preisgeld soll die Entwicklung weiterer qualitativ hochwertiger sowie kulturell und pädagogisch wertvoller Computerspiele in Deutschland fördern.

## Öffentliche Wahrnehmung
Nach der Verleihung des Preises im April 2019 wurde in einer Reihe von Medien die Veranstaltung kritisch bewertet. Spiegel Online stellte anlässlich der „stellenweise schlicht niveaulosen“ Moderation von Ina Müller fest:

„Der Computerspielpreis hatte schon immer eine zu große Nähe zur Politik und zu viele Fremdschäm-Momente, um von Spielern ernst genommen zu werden.“

Golem.de resümierte, der Deutsche Computerspielpreis 2019 sei eine Veranstaltung gewesen, an der „kaum jemand wirklich an Games interessiert zu sein schien.“
Petra Fröhlich, die zugleich Jury-Mitglied des DCP ist, kritisierte im Branchenmagazin GamesWirtschaft neben der Moderation auch Inszenierung und Ablauf. Die Veranstaltung sei mit 2,5 Stunden Dauer „aus dem Ruder gelaufen“. „Das Preisgeld wirke [...] wie Schmerzensgeld“.

## Ausgezeichnete Spiele
In sieben Kategorien werden herausragende deutsche Spieleproduktionen ausgezeichnet. Die Preisträger werden für jede Kategorie von einer Jury ausgewählt, wobei besonderer Wert auf pädagogisch und kulturell wertvolle Inhalte gelegt werden soll.

### Preisträger 2009
Bei der Preisverleihung 2009 gewann Das Schwarze Auge: Drakensang den mit 150.000 Euro dotierten Hauptpreis „Bestes Deutsches Spiel“ und den mit 75.000 Euro dotierten Preis „Bestes Jugendspiel“.
Weitere Preisträger
- Bestes Kinderspiel: Fritz & Fertig
- Bestes Browserspiel: Ikariam
- Bestes mobiles Spiel: Crazy Machines
- Bestes „Serious Game“: TechForce
- Bestes internationales Spiel:
  - Wii Fit
  - Little Big Planet
- Bestes Schülerkonzept: Monkey´s World Wide Jungle (Elsa-Brändström-Gymnasium, Oberhausen)
- Bestes Studentenkonzept: Snatch'em (Hochschule für Technik und Wirtschaft Berlin)

### Preisträger 2010
2010 gingen die Preise für das „Beste Deutsche Spiel“ und das „Beste Internationale Spiel“ an das Aufbauspiel Anno 1404 (nordamerikanischer Titel: Dawn of Discovery). Die Auszeichnung zog Empörung in der deutschen Presse nach sich, da die internationale, jedoch in Deutschland produzierte Version dieses Spiels, genannt Dawn of Discovery, entgegen dem Regelwerk durch eine Nachnominierung ebenfalls zum „Besten Internationalen Spiel“ gekürt wurde.
Einige Kritiker vermuteten, dass der Favorit Uncharted 2 auf Grund seiner USK-16-Freigabe ebenso übergangen wurde wie der USK-18-Titel Dragon Age und das Regelwerk bewusst ignoriert wurde, um kein gewaltdarstellendes Spiel auszeichnen zu müssen. Der Stern kritisierte den „Etikettenschwindel“ als ein Zeichen dafür, dass die Politik die Spieler nicht ernst nehme und Der Westen bezeichnete die Veranstaltung als „eine Farce“.
Weitere Preisträger
- Bestes Kinderspiel: Lernerfolg Vorschule – Capt´n Sharky
- Bestes Jugendspiel: The Whispered World
- Bestes Browserspiel: Wewaii
- Bestes mobiles Spiel: Giana Sisters DS
- Bestes „Serious Game“: ExperiMINTe
- Bestes internationales Spiel: Dawn of Discovery
- Bestes Schülerkonzept: GooseGogs (Frederic Schimmelpfennig, Nikolaus-August-Otto-Schule, Bad Schwalbach)
- Bestes Studentenkonzept: Night of Joeanne (Mediadesign Hochschule, Düsseldorf)

### Preisträger 2011
Die Gewinner wurden am 30. März 2011 bekannt gegeben:
- Bestes Deutsches und gleichzeitig bestes Jugendspiel: A New Beginning
- Bestes Kinderspiel: The Kore Gang
- Bestes Browserspiel: Die Siedler Online
- Bestes mobiles Spiel: Galaxy on Fire 2
- Bestes „Serious Game“: Energetika
- Bestes Konzept aus Nachwuchswettbewerb: Tiny & Big: Grandpa's Leftovers

### Preisträger 2012
Die Gewinner wurden am 26. April 2012 bekannt gegeben:
- Bestes Deutsches Spiel: Crysis 2
- Bestes Jugendspiel: Harveys neue Augen
- Bestes Kinderspiel: The Great Jitters: Pudding Panic
- Bestes Browserspiel: Drakensang Online
- Bestes mobiles Spiel: Das verrückte Labyrinth HD
- Bestes „Serious Game“: Vom fehlenden Fisch – Die Geheimnisvolle Welt der Gemälde
- Bestes Konzept aus Nachwuchswettbewerb: About Love, Hate and Other Ones
- Sonderpreis Browserspiel: Trauma
- Sonderpreis Bestes Nachwuchs-Konzept aus Schüler- und Studentenwettbewerb: Pan It!

### Preisträger 2013
- Bestes Deutsches Spiel: Chaos auf Deponia
- Bestes Jugendspiel: Tiny & Big: Grandpa's Leftovers
- Bestes Kinderspiel: Meine 1. App – Band 1 Fahrzeuge
- Bestes Browserspiel: Forge of Empires
- Bestes mobiles Spiel: Word Wonders: The Tower of Babel
- Bestes „Serious Game“: Menschen auf der Flucht
- Bestes Konzept aus Nachwuchswettbewerb: GroundPlay

### Preisträger 2014

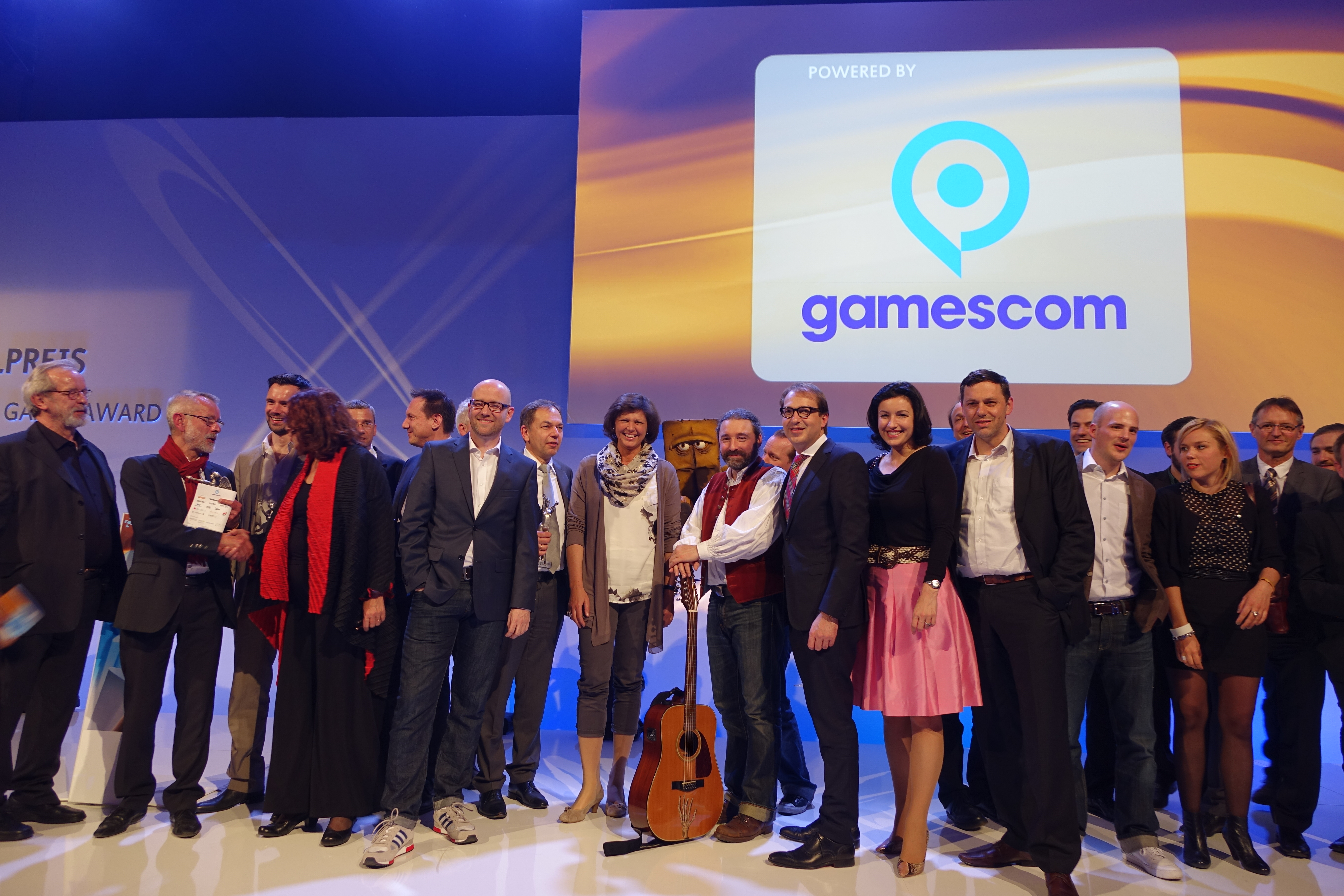
Preisträger und Laudatoren 2014

Die Preisträger wurden am 15. Mai 2014 in München bekannt gegeben.
- Bestes Deutsches Spiel: The Inner World
- Bestes Jugendspiel: Beatbuddy: Tale of the Guardians
- Bestes Kinderspiel: Malduell
- Bestes Browsergame: Anno Online
- Bestes mobiles Spiel: CLARC
- Bestes Nachwuchskonzept: Scherbenwerk – Bruchteil einer Ewigkeit
- Sonderpreis: The Day the Laughter Stopped

### Preisträger 2015
Die Preisträger wurden am 21. April 2015 in Berlin bekannt gegeben.
- Bestes Deutsches Spiel: Lords of the Fallen (Deck13, CI Games S.A.)
- Bestes Kinderspiel: Fire (Daedalic Entertainment)
- Bestes Jugendspiel: TRI: Of Friendship and Madness (Rat King Entertainment, Rising Star Games)
- Bestes Nachwuchskonzept: In Between
- Bestes Innovation: Spiel des Friedens (Studio Fizbin, Landesmuseum für Kunst und Kultur Münster)
- Beste Inszenierung: Lords of the Fallen (Deck13, CI Games S.A.)
- Bestes Serious Game: Utopolis – Aufbruch der Tiere (Reality Twist, Nemetschek Stiftung)
- Bestes mobiles Spiel: Rules! (Marcel-André Casasola Merkle, The Coding Monkeys)
- Bestes Gamedesign: The Last Tinker: City of Colors (Mimimi Productions)
- Bestes Internationales Spiel: This War of Mine (11bit Studios, Koch Media)
- Bestes internationales Multiplayer-Spiel: Hearthstone: Heroes of Warcraft (Blizzard Entertainment)
- Beste internationale neue Spielwelt: This War of Mine (11bit Studios, Koch Media)
- Publikumspreis: Dark Souls II (From Software, Bandai Namco)

### Preisträger 2016

Hauptpreisträger 2016: Anno 2205 von Ubisoft

Die Preisträger wurden am 7. April 2016 in München bekannt gegeben.
- Bestes Deutsches Spiel: Anno 2205 (Blue Byte/Ubisoft)
- Bestes Nachwuchskonzept: 1. Cubiverse (Hochschule: Mediadesign Hochschule München, Bayern), 2. Lost Ember (Hochschule: HAW Hamburg, Mooneye Studios, Hamburg), 3. Leaves (Hochschule: TH Köln, Nordrhein-Westfalen)
- Bestes Kinderspiel (erstmals zwei Gewinner): Fiete Choice (Ahoiii Entertainment, Köln); Shift Happens (Klonk, München)
- Bestes Jugendspiel: One Button Travel (Agnes Lison & Marcel-André Casasola Merkle, The Coding Monkeys, München)
- Bestes Innovation: The Climb (Crytek, Frankfurt am Main)
- Beste Inszenierung: Typoman (Brainseed Factory, Headup Games, Bonn)
- Bestes Serious Game: Professor S. (LudInc, Berlin)
- Bestes mobiles Spiel: Path of War (Envision Entertainment, Nexon M, Ingelheim am Rhein)
- Bestes Gamedesign: Shift Happens (Klonk, München)
- Bestes Internationales Spiel: The Witcher 3: Wild Hunt (CD Projekt RED, Bandai Namco, Warschau/Polen)
- Bestes internationales Multiplayer-Spiel: Splatoon (Nintendo, Kyōto/Japan)
- Beste internationale neue Spielwelt: The Witcher 3: Wild Hunt (CD Projekt RED, Bandai Namco, Warschau/Polen)
- Sonderpreis der Jury: Indie Arena Booth
- Publikumspreis: The Witcher 3: Wild Hunt (CD Projekt RED, Bandai Namco, Warschau/Polen)

### Preisträger 2017
Die Preisträger wurden am 26. April 2017 in Berlin bekannt gegeben.
- Bestes Deutsches Spiel: Portal Knights (Keen Games/505 Games)
- Bestes Nachwuchskonzept: 1. DYO (Hochschule: HTW Berlin), 2. Isometric Epilepsy  (Hochschule: TH Köln, Nordrhein-Westfalen), 3. ViSP – Virtual Space Port (Hochschule: HTW Berlin)
- Bestes Kinderspiel: She Remembered Caterpillars (Jumpsuit Entertainment, Kassel/Ysbyrd Games, Brighton)
- Bestes Jugendspiel: Code 7 – Episode 0: Allocation (Goodwolf Studio, Bonn)
- Beste Innovation: VR Coaster Rides and Coastiality App (VR Coaster, Kaiserslautern)
- Beste Inszenierung: Robinson: The Journey (Crytek, Frankfurt am Main)
- Bestes Serious Game (zwei Gewinner): Debugger 3.16: Hack’n’Run (Spiderwork Games, Vechta); Orwell (Osmotic Studios, Hamburg/Surprise Attack, Melbourne)
- Bestes mobiles Spiel: Glitchskier (Shelly Alon, Hamburg)
- Bestes Gamedesign: Shadow Tactics: Blades of the Shogun (Mimimi Productions, München/Daedalic Entertainment, Hamburg)
- Bestes Internationales Spiel: The Legend of Zelda: Breath of the Wild (Nintendo, Kyōto/Japan)
- Bestes internationales Multiplayer-Spiel: Overwatch (Activision Blizzard, Santa Monica/Vereinigte Staaten)
- Beste internationale neue Spielwelt: Uncharted 4: A Thief’s End (Naughty Dog/Sony Interactive Entertainment, Santa Monica/Vereinigte Staaten)
- Sonderpreis der Jury: Computerspielemuseum Berlin
- Publikumspreis: The Witcher 3: Wild Hunt – Blood and Wine (CD Projekt RED, Warschau/Polen)

Mimimi Productions, die Gewinner des Preises für das beste Gamedesign, erklärten, diesen nicht annehmen zu wollen. Später gaben sie auf ihrer Facebookseite als Gründe dafür „Unstimmigkeiten beim Hauptjury-Wahlverfahren“ an, aufgrund derer sie Zweifel hatten, dass der Preis „korrekt und fair“ vergeben worden sei. Nach einer Pressemitteilung des Bundesverbandes der Deutschen Spielebranche fehlten bei der internen Auszählung der Wahl in einigen Kategorien Stimmen; da die Enthaltungen und Abwesenheiten nicht gezählt wurden, konnte deren Verbleib nicht festgestellt werden, was bei knappen Ergebnissen relevant sein könne.

### Preisträger 2018
Die Preisträger wurden am 10. April 2018 in München bekannt gegeben. Die Preisverleihung wurde von Barbara Schöneberger moderiert.
- Bestes Deutsches Spiel: Witch It (Barrel Roll Games, Hamburg)
- Bestes Kinderspiel: Monkey Swag (Tiny Crocodile Studios/kunst-stoff, Berlin)
- Bestes Jugendspiel: Witch It (Barrel Roll Games, Hamburg)
- Beste Innovation: HUXLEY (Exit Adventures, Kaiserslautern)
- Beste Inszenierung: The Long Journey Home (Daedalic Entertainment, Düsseldorf)
- Bestes Serious Game: Vocabicar (Quantum Frog, Oldenburg)
- Bestes mobiles Spiel: Card Thief (Arnold Rauers, Berlin)
- Bestes Gamedesign: TownsmenVR (Handy Games, Giebelstadt)
- Bestes Internationales Spiel: Assassin’s Creed Origins (Ubisoft)
- Bestes internationales Multiplayer-Spiel: Witch It (Barrel Roll Games, Hamburg)
- Beste internationale Spielwelt: Horizon Zero Dawn (Guerilla Games/Sony Interactive Entertainment)
- Nachwuchspreis mit Konzept: 1. Ernas Unheil (Hochschule: HTW Berlin), 2. Sunset Devils (Schule: Carl-Hofer-Schule, Karlsruhe), 3. nGlow (Hochschule: Hochschule Harz, Wernigerode)
- Nachwuchspreis mit Prototyp: 1. Fading Skies (Hochschule: HAW Hamburg), 2. Realm of the Machines (Hochschule: Mediadesign Hochschule, München)
- Sonderpreis der Jury: Friendly Fire (Charityaktion)
- Publikumspreis: ELEX (Piranha Bytes, Essen)

### Preisträger 2019

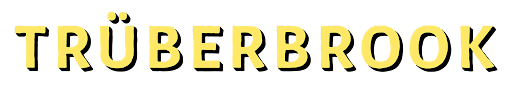
Hauptpreisträger 2019: Trüberbrook von Headup Games

Die Preisträger wurden am 9. April 2019 in Berlin bekannt gegeben. Die Preisverleihung wurde von Ina Müller moderiert.
- Bestes Deutsches Spiel: Trüberbrook (Headup Games)
- Bestes Kinderspiel: Laika (Mad About Pandas)
- Bestes Jugendspiel: Unforeseen Incidents (Application Systems Heidelberg)
- Beste Innovation: Bcon – The Gaming Wearable (CapLab)
- Beste Inszenierung: Trüberbrook (Headup Games)
- Bestes Serious Game: State of Mind (Daedalic Entertainment)
- Bestes mobiles Spiel: see/saw (Kamibox)
- Bestes Gamedesign: Tower Tag (VR Nerds)
- Bestes Internationales Spiel: God of War (Sony Interactive Entertainment)
- Bestes internationales Multiplayer-Spiel: Super Smash Bros. Ultimate (Nintendo)
- Beste internationale Spielwelt: Red Dead Redemption 2 (Rockstar Games)
- Nachwuchspreis mit Konzept: Elizabeth (HTW Berlin)
- Nachwuchspreis mit Prototyp: A Juggler’s Tale (Filmakademie Baden-Württemberg)
- Sonderpreis der Jury: A Maze. / Berlin (International Games and Playful Media Festival)
- Publikumspreis: Thronebreaker: The Witcher Tales (CD Projekt Red)

### Preisträger 2020

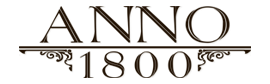
Hauptpreisträger 2020: Anno 1800 von Ubisoft

Die Preisträger wurden am 27. April 2020 aufgrund der Corona-Pandemie per Live-Stream bekannt gegeben. Die Preisverleihung wurde von Barbara Schöneberger moderiert.
- Bestes Deutsches Spiel: Anno 1800 (Ubisoft Mainz / Ubisoft)
- Bestes Familienspiel: Tilt Pack (Navel / Super.com)
- Bestes Debüt: The Longing (Studio Seufz / Application Systems Heidelberg)
- Bester Prototyp: Couch Monsters (Laurin Grossmann, John Kees, Marie Maslofski, Dennis Oprisa, Luca Storz, Jaqueline Vintonjek – HTW Berlin)
- Beste Innovation und Technologie: Lonely Mountains: Downhill (Megagon Industries / Thunderful Publishing)
- Beste Spielewelt und Ästhetik: Sea of Solitude (Jo-Mei / Electronic Arts)
- Bestes Gamedesign: Anno 1800 (Ubisoft Mainz / Ubisoft)
- Bestes Serious Game: Through the Darkest of Times (Paintbucket Games / HandyGames)
- Bestes Mobiles Spiel: Song of Bloom (Kamibox)
- Bestes Expertenspiel: Avorion (Boxelware)
- Bestes Internationales Spiel: Star Wars Jedi: Fallen Order (Electronic Arts)
- Bestes Internationales Multiplayer-Spiel: Apex Legends (Electronic Arts)
- Bestes Studio: Yager Development (Berlin)
- Spielerin/Spieler des Jahres: Gob b (Fatih Dayik)
- Sonderpreis der Jury: Foldit
- Publikumspreis: The Witcher 3: Wild Hunt für Nintendo Switch (CD Projekt RED / Bandai Namco)

### Preisträger 2021
Die Preisträger wurden am 13. April 2021 aufgrund der Corona-Pandemie per Live-Stream bekannt gegeben. Die Preisverleihung wurde von Barbara Schöneberger und Uke Bosse moderiert.
| Kategorie                                | Gewinner                      | Entwickler/Publisher                                    |
| ---------------------------------------- | ----------------------------- | ------------------------------------------------------- |
| Bestes Deutsches Spiel (Hauptpreis)      | Desperados III                | Mimimi Games, THQ Nordic                                |
| Bestes Familienspiel                     | El Hijo – A Wild West Tale    | Honig Studios, Quantumfrog, HandyGames                  |
| Bestes Debüt                             | Dorfromantik                  | Toukana Interactive                                     |
| Bester Prototyp                          | Passing By                    | Hannah Kümmel, Jan Milosch, Marius Mühleck, Ilona Treml |
| Beste Innovation und Technologie         | Holoride                      | Holoride                                                |
| Beste Spielewelt und Ästhetik            | Cloudpunk                     | ION Lands                                               |
| Bestes Gamedesign                        | Dorfromantik                  | Toukana Interactive                                     |
| Bestes Serious Game                      | Welten der Werkstoffe         | Cologne Game Lab der TH Köln                            |
| Bestes Mobiles Spiel                     | Polarized!                    | Marcel-André Casasola Merkle, TheCodingMonkeys          |
| Bestes Expertenspiel                     | Suzerain                      | Torpor Games / Fellow Traveller                         |
| Bestes Internationales Spiel             | The Last of Us Part II        | Naughty Dog, Sony Interactive Entertainment             |
| Bestes Internationales Multiplayer-Spiel | Animal Crossing: New Horizons | Nintendo                                                |
| Spielerin/Spieler des Jahres             | Gnu (Jasmin K.)               |                                                         |
| Bestes Studio                            | Mimimi Games                  |                                                         |
| Sonderpreis der Jury                     | Indie Arena Booth Online 2020 | Super Crowd Entertainment                               |

### Preisträger 2022
Die Preisverleihung wurde am 31. März 2022 per Live-Stream übertragen. Die Laudatoren (Markus Söder, Michael Kellner, Jana Forkel, Markus Heitz, Aria Addams und weitere), die Nominierten sowie das Moderatoren-Duo Katrin Bauerfeind und Uke Bosse waren vor Ort in München. Das Preisgeld von 800.000 Euro wurde auf die Gewinner der 16 Kategorien aufgeteilt.
| Kategorie                                | Gewinner                       | Publisher                                         | Entwickler                                        |
| ---------------------------------------- | ------------------------------ | ------------------------------------------------- | ------------------------------------------------- |
| Bestes Live Game                         | Hunt: Showdown                 | Crytek                                            | Crytek                                            |
| Bestes Deutsches Spiel                   | Chorus                         | Deep Silver (Koch Media)                          | Deep Silver Fishlabs                              |
| Bestes Familienspiel                     | Omno                           | Studio Inkyfox                                    | Studio Inkyfox, Future Friends Games              |
| Beste Spielewelt und Ästhetik            | A Juggler’s Tale               | Mixtvision Games                                  | kaleidoscube                                      |
| Nachwuchspreis Bestes Debüt              | White Shadows                  | Headup Games, Thunderful Games, Mixtvision Games  | Monokel                                           |
| Nachwuchspreis Bester Prototyp           | Wiblu                          |                                                   | Donausaurus                                       |
| Beste Innovation und Technologie         | Warpdrive                      | Holocafe                                          | Holocafe                                          |
| Bestes Gamedesign                        | Kraken Academy!!               | Fellow Traveller                                  | Happy Broccoli Games                              |
| Bestes Serious Game                      | EZRA                           | Landesverband Kinder- und Jugendfilm Berlin e. V. | Landesverband Kinder- und Jugendfilm Berlin e. V. |
| Bestes Mobiles Spiel                     | Albion Online                  | Sandbox Interactive                               | Sandbox Interactive                               |
| Bestes Expertenspiel                     | Imagine Earth                  | Serious Brothers                                  | Serious Brothers                                  |
| Bestes Internationales Spiel             | Elden Ring                     | BANDAI NAMCO Entertainment Germany                | From Software                                     |
| Bestes Internationales Multiplayer-Spiel | It Takes Two                   | Electronic Arts                                   | Hazelight Studios                                 |
| Spielerin/Spieler des Jahres             | Maximilian Knabe „HandOfBlood“ |                                                   |                                                   |
| Studio des Jahres                        | CipSoft                        |                                                   |                                                   |
| Sonderpreis der Jury                     | Games Jobs Germany             |                                                   |                                                   |

### Preisträger 2023
Die Preisverleihung fand am 11. Mai 2023 in Berlin statt. Das Moderatoren-Duo war Katrin Bauerfeind und Uke Bosse.
| Kategorie                        | Gewinner                           | Publisher                      | Entwickler                                                              |
| -------------------------------- | ---------------------------------- | ------------------------------ | ----------------------------------------------------------------------- |
| Bestes Deutsches Spiel           | Chained Echoes                     | Deck13                         | Matthias Linda                                                          |
| Nachwuchspreis Bestes Debüt      | Signalis                           | Humble Games                   | rose-engine                                                             |
| Nachwuchspreis Bester Prototyp   | Light of Atlantis                  | HAW Hamburg                    | Alina Fasen, Luisa Höhne, Vincent Krenzke, Simone Mayer, Alexander Nham |
| Beste Innovation und Technologie | Beethoven // Opus 360              | agon e. V.                     | agon e. V.                                                              |
| Bestes Grafikdesign              | Abriss – Build to Destroy          | Randwerk Games                 |                                                                         |
| Bestes Audiodesign               | Signalis                           | Humble Games                   | rose-engine                                                             |
| Bestes Gamedesign                | Dome Keeper                        | Raw Fury                       | Bippinbits                                                              |
| Bestes Serious Game              | Beholder 3                         | Alawar                         | Paintbucket Games                                                       |
| Bestes Mobiles Spiel             | Dungeons of Dreadrock              | Christoph Minnameier           | Christoph Minnameier                                                    |
| Bestes Expertenspiel             | Touch Type Tale – Strategic Typing | Epic Games                     | Pumpernickel Studios                                                    |
| Bestes Internationales Spiel     | God of War Ragnarök                | Sony Interactive Entertainment | Santa Monica Studio                                                     |
| Spielerin/Spieler des Jahres     | Pia Scholz aka Shurjoka            |                                |                                                                         |
| Studio des Jahres                | Paintbucket Games                  |                                |                                                                         |
| Sonderpreis der Jury             | FemDevMeetup                       |                                |                                                                         |

### Preisträger 2024
Die Verleihung im Jahr 2024 fand am 18. April in München statt. Katrin Bauerfeind und Uke Bosse übernahmen erneut die Moderation.
| Kategorie                        | Gewinner                                 | Publisher                                             | Entwickler            |
| -------------------------------- | ---------------------------------------- | ----------------------------------------------------- | --------------------- |
| Bestes Deutsches Spiel           | Everspace 2                              | Rockfish Games                                        | Rockfish Games        |
| Nachwuchspreis Bestes Debüt      | Ad Infinitum                             | Nacon                                                 | Hekate                |
| Nachwuchspreis Bester Prototyp   | Misgiven                                 | Symmetry Break Studio                                 | Symmetry Break Studio |
| Beste Innovation und Technologie | Marble Maze                              | Fox-Assembly                                          | Fox-Assembly          |
| Bestes Serious Game              | Friedrich Ebert – Der Weg zur Demokratie | Stiftung Reichspräsident-Friedrich-Ebert-Gedenkstätte | Playing History       |
| Bestes Familienspiel             | Spells & Secrets                         | Rokaplay                                              | Alchemist Interactive |
| Bestes Audiodesign               | Ad Infinitum                             | Nacon                                                 | Hekate                |
| Bestes Gamedesign                | Lose CTRL                                | Play From Your Heart                                  | Play From Your Heart  |
| Bestes Grafikdesign              | The Bear – A Story from the World of Gra | Mucks! Games                                          | Mucks! Games          |
| Bestes Mobiles Spiel             | Cat Rescue Story                         | Tivola Games                                          | Tivola Games          |
| Beste Story                      | Ad Infinitum                             | Nacon                                                 | Hekate                |
| Studio des Jahres                | Pixel Maniacs                            |                                                       |                       |
| Spielerin/Spieler des Jahres     | Maurice Weber                            |                                                       |                       |
| Bestes Internationales Spiel     | Baldur’s Gate 3                          | Larian Studios                                        | Larian Studios        |
| Sonderpreis der Jury             | Gaming ohne Grenzen                      |                                                       |                       |

### Preisträger 2025
Die Verleihung im Jahr 2025 fand am 14. Mai in Berlin statt. Katrin Bauerfeind und Uke Bosse stellen weiterhin die Moderation.
| Kategorie                        | Gewinner                                       | Publisher                                              | Entwickler                                            |
| -------------------------------- | ---------------------------------------------- | ------------------------------------------------------ | ----------------------------------------------------- |
| Bestes Deutsches Spiel           | Enshrouded                                     | Keen Games                                             | Keen Games                                            |
| Nachwuchspreis Bestes Debüt      | Nordhold                                       | Stunforge & HypeTrain Digital                          | Stunforge                                             |
| Nachwuchspreis Bester Prototyp   | Blob the Klex                                  | Hochschule Darmstadt                                   | Melena Dressel, Alejandro Rebolledo, Laura Octavianus |
| Beste Innovation und Technologie | Enshrouded                                     | Keen Games                                             | Keen Games                                            |
| Bestes Serious Game              | Deine Stimme                                   | Bayrische Landeszentrale für politische Bildungsarbeit | Sebastian Grünwald & Reality Twist                    |
| Bestes Familienspiel             | PRIM                                           | Application Systems Heidelberg                         | Common Colors                                         |
| Bestes Audiodesign               | ODDADA                                         | Sven Ahlgrimm                                          | Sven Ahlgrimm, Mathilde Hoffmann, Bastian Clausdorff  |
| Bestes Gamedesign                | Thronefall                                     | Grizzly Games                                          | Grizzly Games                                         |
| Bestes Grafikdesign              | Harold Halibut                                 | Slow Bros.                                             | Slow Bros.                                            |
| Bestes Mobiles Spiel             | Duck Detective: The Secret Salami              | Happy Broccoli Games                                   | Happy Broccoli Games                                  |
| Beste Story                      | Vampire Therapist                              | Little Bat Games                                       |                                                       |
| Studio des Jahres                | Megadon Industries                             |                                                        |                                                       |
| Spielerin/Spieler des Jahres     | Steinwallen                                    |                                                        |                                                       |
| Bestes Internationales Spiel     | Split Fiction                                  | Electronic Arts                                        | Hazelight Studios                                     |
| Sonderpreis der Jury             | GAME:IN Flipper- und Arcademuseum Seligenstadt |                                                        |                                                       |

## Kritik
Kritiker bemängeln, dass durch die Einschränkung auf pädagogisch wertvolle Spiele nur ein geringer Teil der Titel am Markt in die engere Auswahl der Preisanwärter gelangt. An dieser Vorbedingung zeige sich, dass Computerspiele in Deutschland nicht als Medium für Erwachsene akzeptiert würden.
Die Bevorzugung von pädagogisch wertvollen Computerspielen ist allerdings nicht eindeutig festgelegt und wurde mit der Zeit nur als eines von mehreren Auswahlkriterien gehandhabt. So wurde 2012 mit Crysis 2 erstmals ein Ego-Shooter ohne Jugendfreigabe als „Bestes Deutsches Spiel“ ausgezeichnet. Die Preisvergabe wurde wiederum von Politikern der CDU/CSU-Bundestagsfraktion kritisiert, die in dem Titel ein „Killerspiel“ sehen. Der medienpolitische Sprecher von CDU/CSU Wolfgang Börnsen hatte bereits die Nominierung des Spiels scharf verurteilt: „Die CDU/CSU-Bundestagsfraktion distanziert sich von der Entscheidung der unabhängigen Jury, in der Kategorie 'Bestes Deutsches Spiel' ein sogenanntes Ballerspiel zu nominieren. Wir halten diese Nominierung für unvertretbar.“ Laut Börnsen stehe die Unionsfraktion in letzter Konsequenz sogar einer „Neubesetzung der Jury offen gegenüber“.
Im Mai 2014 traten die beiden Videospieljournalisten Andre Peschke und Heiko Klinge aus Protest über eine neue Regelung aus der Jury zurück. Die Regelung sollte es erschweren, dass Videospiele mit der Alterseinstufung „Keine Jugendfreigabe“ (USK 18) prämiert werden, indem eine 2/3-Mehrheit an Befürwortern für ein solches Spiel durch nur drei Gegenstimmen wieder gekippt und das Spiel aus der ursprünglichen Nominierungskategorie als Sieger gestrichen werden konnte.
Auch die Präsentation des Preises wurde kritisiert. So wurde die Gala zum Preis 2019 als „Selbstinszenierungsversuche von Politikern und eine Moderatorin“ bezeichnet, die „Gamer-Klischee“ bediene und sich durch die Ahnungslosigkeit der Moderatorin auszeichnet. Bereits der Auftritt von Barbara Schöneberger 2018 sei mit altbackenen Witzen durchsetzt gewesen, die Moderation 2019 durch Ina Müller aber ein absoluter Tiefpunkt.